# دار البشائر الإسلامية
دار البشائر الإسلامية للنشر والتوزيع، هي دار نشر عربية أُسست سنة 1403 هـ الموافق لـ 1983 م بمدينة بيروت، على يد مؤسسها الشيخ رمزي سعد الدين دمشقية. وهي دار نشر تهتم بإخراج كتب التراث والدراسات الإسلامية: تحقيقاً وتأليفاً، بمستوى عالٍ من الجودة والإتقان. واشتهرت بنشر الجديد من الكتب والمخطوطات التي لم تنشر من قبل أو نشرت ولم يُعنى بها العناية الكافية. وتقوم الدار بصف، وإخراج، وتصحيح، وطباعة، وتجليد الكتب حيث نشرت حتى الآن أكثر من 325 كتاب.